# ENIAK Antique
El modelo Antique de ENIAK S.A.  es un automóvil deportivo, descapotable, para dos personas construido en la República Argentina. Aunque posee un estilo típico de los automóviles deportivos de los años '30 y '40, es un diseño realizado en los años ´80 que, sin ser una réplica, toma el espíritu y estilo de esos años pero con la mecánica moderna disponible en sus años de fabricación.

## Historia y diseño
Fue una idea de Luis Gaggino, un empresario nacional proveniente de la industria electromecánica quien sintetizó la idea básica de producir un automóvil sport de serie con elementos de la industria local, sin que se tratara de una réplica o de un kit para armar.
El diseño fue encargado a Pedro Campo, quien ya tenía una vasta experiencia en el tema habiendo desarrollado automóviles deportivos de resonancia en el automovilismo local como el Trueno Naranja, el Trueno Sprint, y los Chelco.
Finalmente, productor y diseñador acordaron realizar un auto deportivo en baja serie con un estilo clásico que evitara pensar en actualizaciones periódicas.

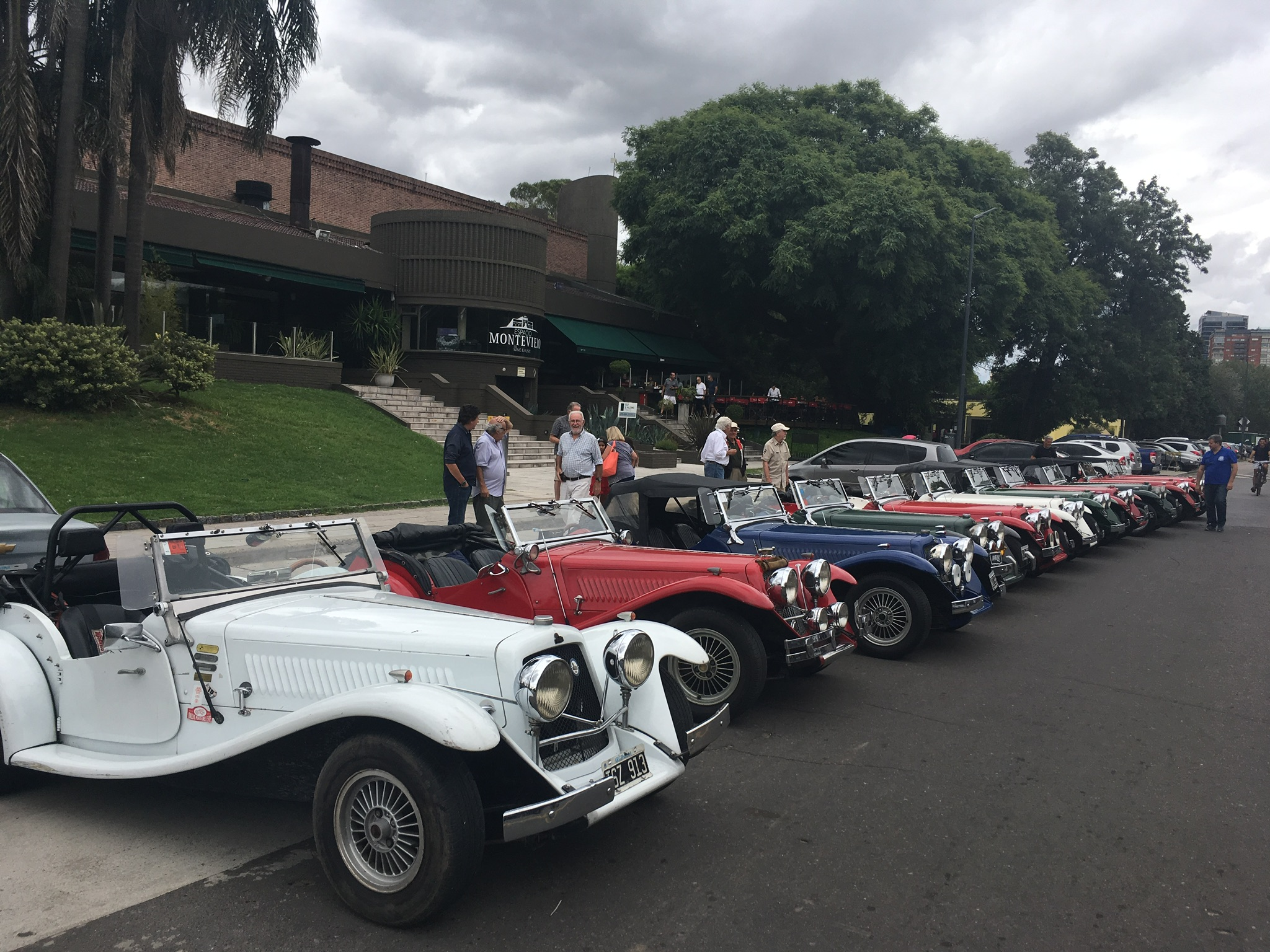
Palermo2017b

## Producción
El prototipo fue fabricado por Alain Baudena, otro hombre con experiencia en la industria automovilística deportiva local creador del taller 'Baufer' (Baudena-Febrer).
Este primer prototipo fue construido en chapa y con guardabarros de aluminio, pasando en los autos de toda la serie a ser de chapa pero con los guardabarros, la máscara, las puertas y el torpedo que cubre al tablero de fibra de vidrio, para bajar el peso total y mejorar las prestaciones. La planta de fabricación estaba ubicada en el barrio de Mataderos, en  la Ciudad de Buenos Aires y allí se produjeron un total de 104 unidades, de las cuales se exportaron una a Italia con motor de Fiat 132), tres a Japón y uno a los EE. UU.
La planta motriz elegida fue la del Dodge 1500 de 4 cilindros y 1796 cc de cilindrada. Un motor que se producía también en el ámbito local, de excelentes prestaciones y con antecedentes en el Hillman Avenger inglés. Solo tres unidades fueron equipadas con un motor 6 cilindros de 3600 cc que equipaba al Ford Falcon Sprint.
Fue Rafael Balestrini, otro profesional de reconocida trayectoria en el automovilismo deportivo nacional, el encargado para trabajar en la puesta a punto de los motores provenientes de la terminal a fin de lograr las prestaciones deseadas. Las unidades así potenciadas alcanzaban los 92HP y esto quedaba registrado en la placa identificatoria de chasis. 

## Prestaciones y características técnicas
Tiene una velocidad final de 165 km/h, acelera de 0 a 100 en 9,4 segundos y el consumo a 100 km/h en ruta es de 11 km/litro. Estos datos fueron proporcionados por la Revista Corsa en un test que hizo en 1984 sobre un recorrido de 11.207 km. También están allí profusamente detalladas las características técnicas de los modelos de 4 cilindros y las características distintivas del modelo de 6 cilindros.

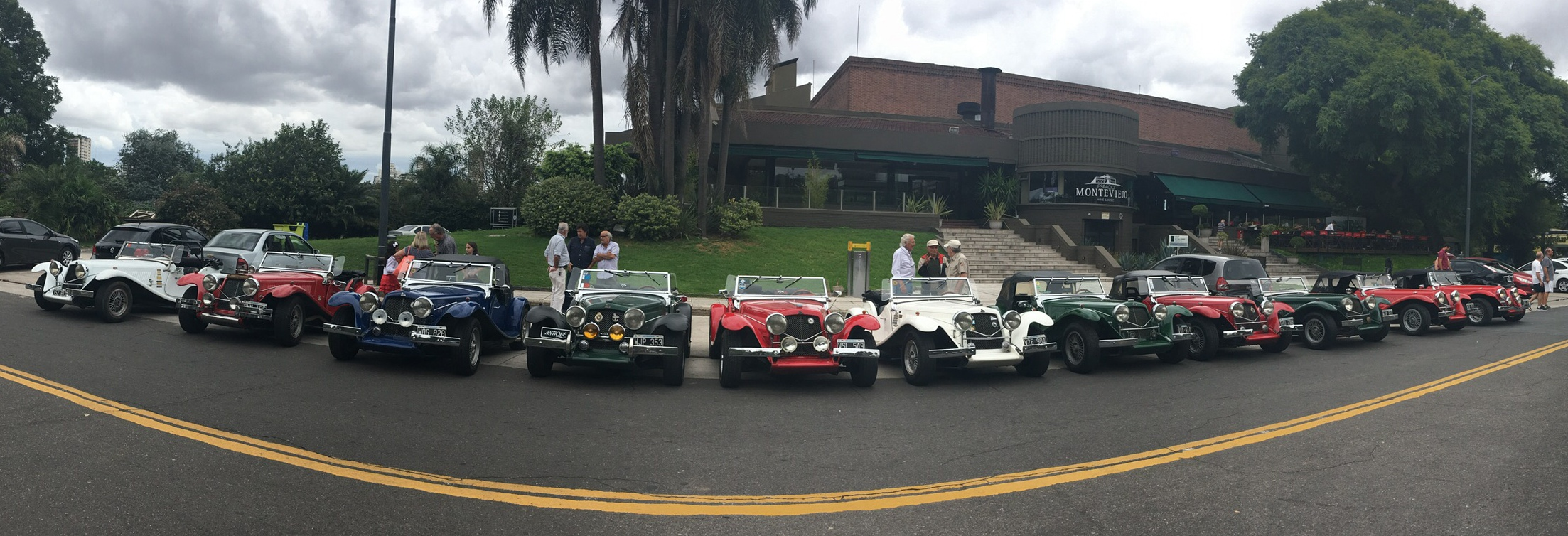
20 aniversario Registro Antique